# Lynchburg (Ohio)

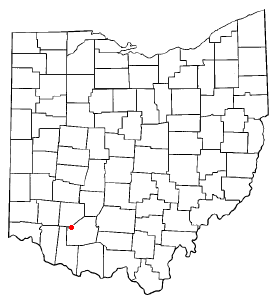
Lynchburg na planie stanu Ohio

Lynchburg – wieś w USA, w hrabstwach Clinton i Highland, w stanie Ohio.
Według danych z 2000 roku wieś zamieszkiwana była przez 1 350 mieszkańców.